# Tropidorissoia
Tropidorissoia is een geslacht van weekdieren uit de klasse van de Gastropoda (slakken).

## Soorten
- Tropidorissoia secunda Rolán & Templado, 1994
- Tropidorissoia taphrodes Tomlin & Shackleford, 1915